# Balaguier-sur-Rance
Balaguier-sur-Rance è un comune francese di 102 abitanti situato nel dipartimento dell'Aveyron nella regione dell'Occitania.

## Società

### Evoluzione demografica
Abitanti censiti